# Richard Roelofsen
Richard Roelofsen (Harderwijk, 13 juli 1969) is een Nederlands ex-voetballer en voetbaltrainer. Hij heeft gespeeld als aanvaller. Sinds 2006 is Richard Roelofsen gestopt met professioneel voetbal. Op 20 februari 2012 werd hij aangesteld als tijdelijk hoofdtrainer van De Graafschap na het ontslag van hoofdcoach Andries Ulderink. Richard Roelofsen en De Graafschap zijn per 1 juli 2012 een contractverlenging voor vier seizoenen overeengekomen. Hij gaat zich volledig richten op zijn taak als assistent-trainer bij de selectie, met als extra aandachtspunt de persoonlijke ontwikkelplannen van de toptalenten bij De Graafschap. In februari 2023 werd hij tot het einde van het seizoen andermaal ad interim hoofdtrainer vanwege de ziekte van Adrie Poldervaart.
Richard is de neef van Marco Roelofsen.

## Clubstatistieken
| Seizoen | Club            | Land      | Competitie     | Duels | Goals |
| ------- | --------------- | --------- | -------------- | ----- | ----- |
| 1988/89 | PEC Zwolle '82  | Nederland | Eredivisie     | 17    | 1     |
| 1989/90 | PEC Zwolle '82  | Nederland | Eerste divisie | 34    | 11    |
| 1990/91 | FC Zwolle       | Nederland | Eerste divisie | 21    | 6     |
| 1990/91 | Vitesse         | Nederland | Eredivisie     | 12    | 1     |
| 1991/92 | Vitesse         | Nederland | Eredivisie     | 10    | 0     |
| 1992/93 | Vitesse         | Nederland | Eredivisie     | 11    | 2     |
| 1993/94 | MVV             | Nederland | Eredivisie     | 33    | 16    |
| 1994/95 | MVV             | Nederland | Eredivisie     | 29    | 15    |
| 1995/96 | Roda JC         | Nederland | Eredivisie     | 25    | 7     |
| 1996/97 | Roda JC         | Nederland | Eredivisie     | 17    | 3     |
| 1996/97 | NAC             | Nederland | Eredivisie     | 11    | 3     |
| 1997/98 | NAC             | Nederland | Eredivisie     | 23    | 1     |
| 1998/99 | De Graafschap   | Nederland | Eredivisie     | 20    | 3     |
| 1999/00 | De Graafschap   | Nederland | Eredivisie     | 9     | 0     |
| 1999/00 | Heracles Almelo | Nederland | Eerste divisie | 17    | 3     |
| 2000/01 | FC Zwolle       | Nederland | Eerste divisie | 30    | 14    |
| 2001/02 | FC Zwolle       | Nederland | Eerste divisie | 31    | 11    |
| 2002/03 | FC Zwolle       | Nederland | Eredivisie     | 31    | 8     |
| 2003/04 | Heracles Almelo | Nederland | Eerste divisie | 32    | 5     |
| 2004/05 | Heracles Almelo | Nederland | Eerste divisie | 15    | 3     |
| 2004/05 | De Graafschap   | Nederland | Eredivisie     | 10    | 0     |
| 2005/06 | De Graafschap   | Nederland | Eerste divisie | 20    | 2     |
| Totaal  | Totaal          | Totaal    | Totaal         | 458   | 115   |

## Erelijst
| Nationaal               |    |         |
| Kampioen Eerste Divisie | 1x | 2001/02 |